# Matzingen
Matzingen – miejscowość i gmina (Politische Gemeinde) w północno-wschodniej Szwajcarii, w kantonie Turgowia, w okręgu (Bezirk) Frauenfeld.  

## Geografia
Przez teren gminy przepływają rzeki Murg i Lützelmurg oraz dwa potoki Thunbach i Lauche.

## Demografia
W Matzingen mieszka 3 035 osób. W 2021 roku 28,1% populacji gminy stanowiły osoby urodzone poza Szwajcarią. 

## Transport
Przez teren gminy przebiegają autostrada A1 oraz droga główna nr 466.